# Fiat Brava
Fiat Brava – samochód osobowy klasy kompaktowej produkowany przez włoską markę FIAT w latach 1995–2001.

## Historia i opis modelu

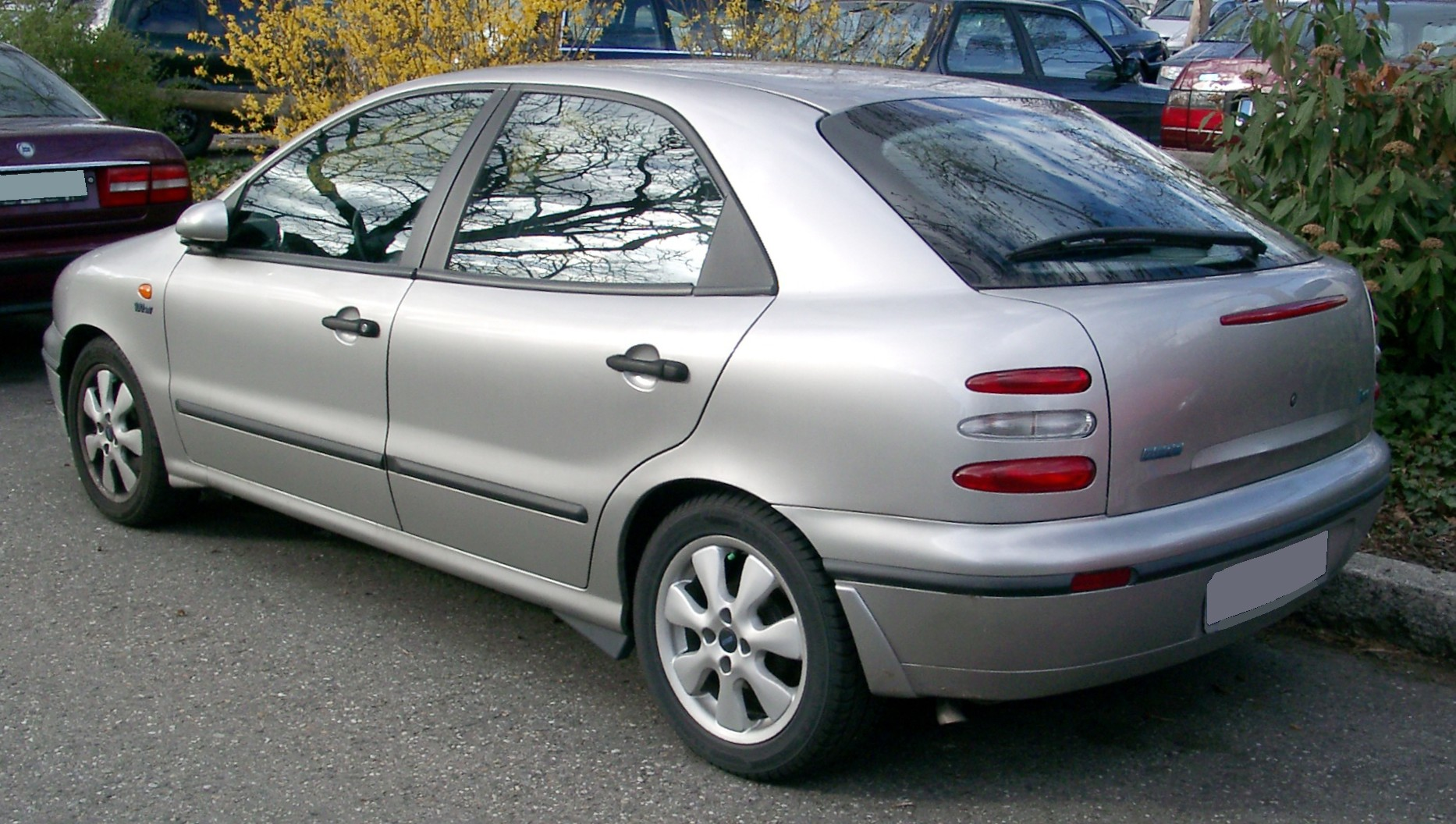
Fiat Brava - tył

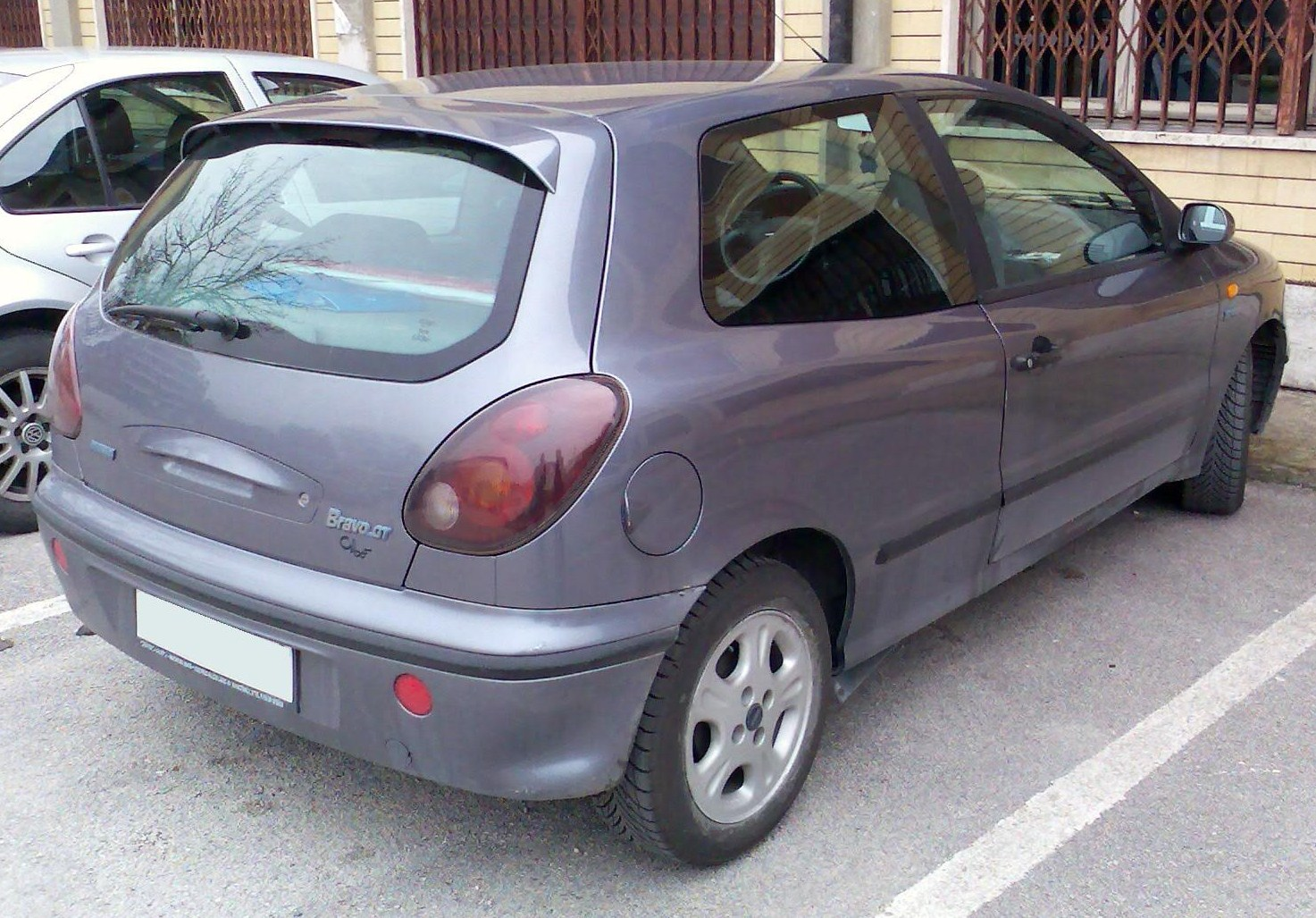
Fiat Bravo

Samochód został po raz pierwszy oficjalnie zaprezentowany w sierpniu 1995 roku w Turynie jednocześnie w dwóch wersjach nadwoziowych: 5-drzwiowy hatchback oferowanej pod nazwą Brava oraz 3-drzwiowy hatchback produkowanej pod nazwą Bravo. W 1996 roku do dwóch wersji nadwoziowych pojazdu dodane zostały kolejne dwie: sedan oraz kombi oferowane jako Marea i Marea Weekend. Nadwozie pojazdu zaprojektował Chris Bangle, który zaprojektował m.in. model Fiat Coupe oraz BMW X6.
W 1998 roku auto przeszło delikatny lifting. Wprowadzone zostały nowe jednostki napędowe, rozszerzono listę wyposażenia oraz poprawiona została jakość wykończenia wnętrza.
W latach 1999–2003 Fiat Brava produkowany był także w zakładzie firmy Fiat Automóveis w Betim w Brazylia, a w latach 1998–2000 montowany był w polskiej fabryce Fiat Auto Poland w systemie SKD.
Samochód zdobył tytuł Car of the Year 1996 pokonując m.in. Peugeota 406 i Audi A4.

### Wersje wyposażeniowe
- SX
- HSX
- ELX

Standardowe wyposażenie podstawowej wersji pojazdu SX obejmuje m.in. spryskiwacz i wycieraczkę tylnej szyby, zagłówki tylnej kanapy, regulowaną na wysokość kierownicę, wspomaganie kierownicy, zamek centralny, elektryczne sterowanie szyb przednich, 4-głośnikowy system audio z radiem oraz poduszkę powietrzną kierowcy. Wersja HSX dodatkowo wyposażona została m.in. w światła przeciwmgłowe, alufelgi, 6-głośnikowy system audio z radiem oraz zmieniarką płyt CD, a także system ABS. Wersja ELX dodatkowo wyposażona została m.in. w podgrzewanie oraz elektryczne sterowanie lusterek i centralny zamek z pilotem.

### Silniki
| Wersja                | Silnik:                          | Układ zasilania:   | Średnica × skok tłoka: | St. sprężania:     | Moc maksymalna:                   | Maks. moment obrotowy      | 0-100 km/h:        | V-max:             |
| Silniki benzynowe:    | Silniki benzynowe:               | Silniki benzynowe: | Silniki benzynowe:     | Silniki benzynowe: | Silniki benzynowe:                | Silniki benzynowe:         | Silniki benzynowe: | Silniki benzynowe: |
| --------------------- | -------------------------------- | ------------------ | ---------------------- | ------------------ | --------------------------------- | -------------------------- | ------------------ | ------------------ |
| 1.2 80 SX             | R4 1,2 l (1242 cm³), DOHC        | wtrysk             | 70,80 mm × 78,86 mm    | 10,2:1             | 82 KM (60 kW) przy 5500 obr./min  | 113 N•m przy 4250 obr./min | 12,5 s             | 173 km/h           |
| 1.6 100 SX            | R4 1,6 l (1581 cm³), DOHC        | wtrysk             | 86,40 mm × 67,46 mm    | 10,5:1             | 103 KM (76 kW) przy 5750 obr./min | 144 N•m przy 4250 obr./min | 11,5 s             | 180 km/h           |
| 1.8 115 ELX           | R4 1,7 l (1747 cm³), DOHC        | wtrysk             | 82,00 mm × 82,76 mm    | 10,3:1             | 113 KM (83 kW) przy 5800 obr./min | 154 N•m przy 4400 obr./min | 10,3 s             | 190 km/h           |
| Silniki wysokoprężne: |                                  |                    |                        |                    |                                   |                            |                    |                    |
| 1.9 TD 75 SX          | R4 1,9 l (1910 cm³), SOHC        | wtrysk             | 82,00 mm × 90,40 mm    | 21,0:1             | 75 KM (55 kW) przy 4200 obr./min  | 147 N•m przy 2750 obr./min | 15,5 s             | 165 km/h           |
| 1.9 TD 100 ELX        | R4 1,9 l (1910 cm³), SOHC, turbo | wtrysk             | 82,00 mm × 90,40 mm    | b/d                | 101 KM (74 kW) przy 4200 obr./min | 200 N•m przy 2250 obr./min | 11,6 s             | 180 km/h           |
| 1.9 JTD 105 ELX       | R4 1,9 l (1910 cm³), SOHC, turbo | wtrysk common rail | 82,00 mm × 90,40 mm    | 18,45:1            | 105 KM (77 kW) przy 4000 obr./min | 200 N•m przy 1500 obr./min | 10,6 s             | 185 km/h           |